# Plobsheim
 Plobsheim (en alsacià Plobse) és un municipi francès, situat a la regió del Gran Est, al departament del Baix Rin. L'any 1999 tenia 3.634 habitants.
Forma part del cantó d'Illkirch-Graffenstaden, del districte d'Estrasburg i de la Strasbourg Eurométropole.

## Demografia
| 1962  | 1968  | 1975  | 1982  | 1990  | 1999  |
| ----- | ----- | ----- | ----- | ----- | ----- |
| 2.015 | 2.273 | 2.309 | 3.167 | 3.306 | 3.634 |

## Administració
| Període   | Identitat       | Partit |
| --------- | --------------- | ------ |
| 1945-1953 | Albert Ammel    |        |
| 1953-1977 | Albert Fischer  |        |
| 1977-1995 | Geoffroi Bapst  |        |
| 1995-     | Gérard Kammerer |        |

## Agermanaments
- Lo Pòrt de Senta Fe e Ponchac